# عجوقة تايوانية
عجوقة تايوانية (الاسم العلمي: Ajuga taiwanensis) هي نوع نباتي يتبع جنس العجوقة من فصيلة الشفوية.